# История одного города
«Исто́рия одного́ го́рода» — сатирический роман-хроника Михаила Евграфовича Салтыкова-Щедрина, написанный в 1869—1870 годах. Представляет собой летопись вымышленного города Глупова.

## История создания
На время оставив работу над циклом «Помпадуры и помпадурши», Салтыков-Щедрин загорелся идеей создания «Истории одного города», тематически родственной «Помпадурам и помпадуршам».
В январе 1869 года сатирик выступает с первыми главами «Опись градоначальникам» и «Органчик» в журнале «Отечественные записки» (№ 1), но до конца года приостанавливает работу, чтобы осуществить идею создания «Сказок для детей изрядного возраста» («Повесть о том, как один мужик двух генералов прокормил», «Пропала совесть», «Дикий помещик»). Кроме этого, наметилось произведение «Господа ташкентцы», нужно было довести до логического конца «Признаки времени» и «Письма о провинции». Не оставляет Салтыков-Щедрин работу в журнале: появляется серия публицистических и литературно-критических статей и рецензий.
Вернувшись к работе над романом, уже в № 1—4, 9 («Отечественные записки») 1870 года он публикует продолжение «Истории одного города». В 1870 году книга вышла отдельным изданием с подзаголовком «По подлинным документам издал М. Е. Салтыков (Щедрин)».

## Сюжет
Начинается произведение со слов автора, который якобы нашёл настоящую летопись с рассказом о вымышленном городе Глупове. После небольшого вступления от лица вымышленного летописца идёт рассказ о «происхождении глуповцев», в котором автор повествует о самых выдающихся градоначальниках города Глупова.
Дементий Брудастый, восьмой градоначальник Глупова, правил очень непродолжительный срок, но оставил заметный след в истории города. Он выделился среди других тем, что не был обыкновенным человеком, а в голове вместо мозга у него был странный приборчик, выдававший одну из нескольких запрограммированных в него фраз. После того, как об этом стало известно, началось свержение градоначальника. За недолгий срок в Глупове сменилось шесть правительниц, которые под разными предлогами подкупали солдат, чтобы захватить власть (напоминание о дворцовых переворотах XVIII века).
После в Глупове воцарился на много лет Двоекуров, образ которого напоминал Александра I, потому что он, оробев, не выполнил какого-то поручения, из-за чего всю жизнь грустил.
Пётр Фердыщенко, бывший денщик князя Потёмкина, градоначальник «предприимчивый, легкомысленный и увлекающийся», подверг город за время своей власти голоду и пожару, а умер от обжорства (отдельными своими чертами персонаж напоминает светлейшего князя Александра Андреевича Безбородко).

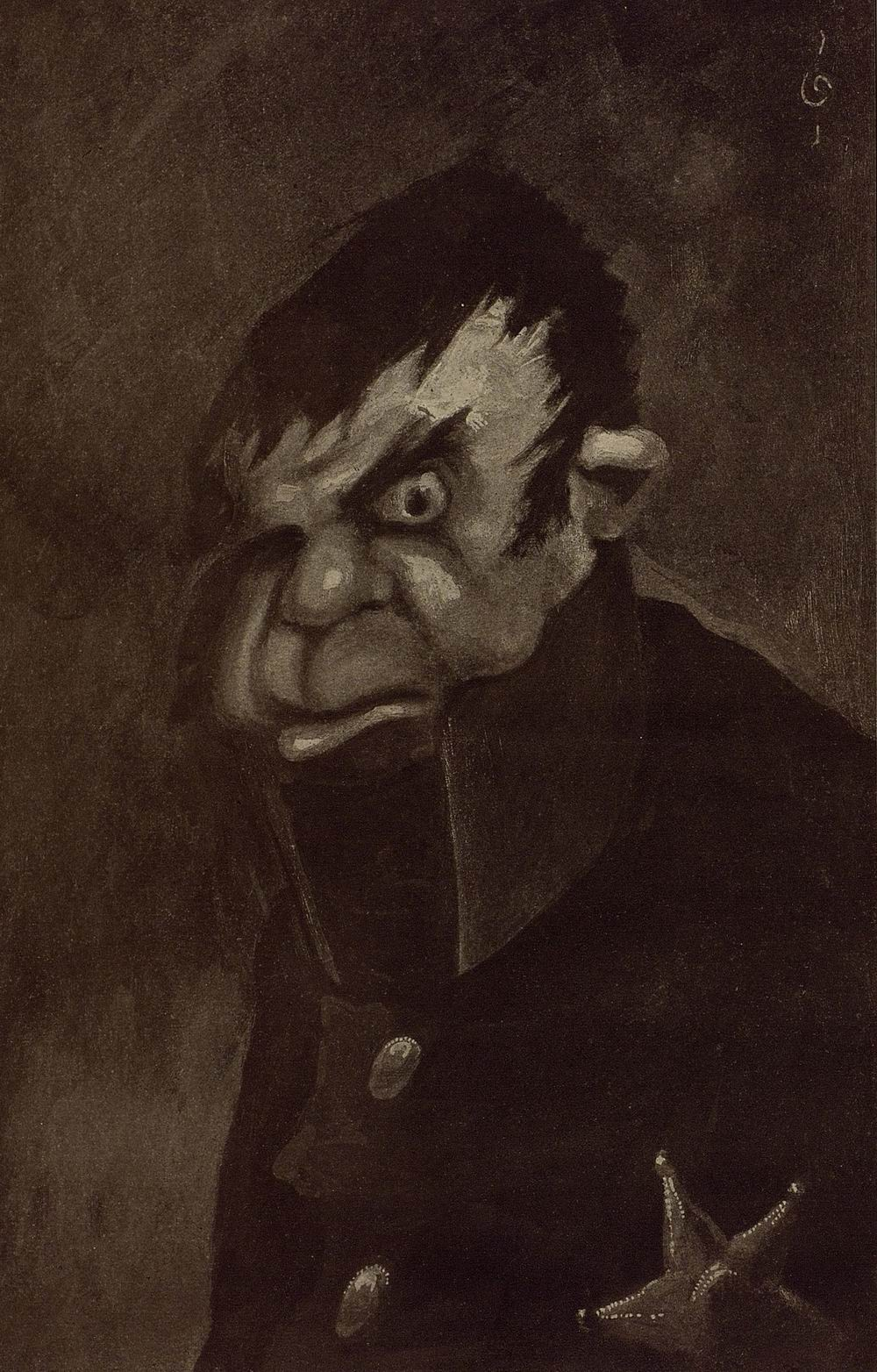
Угрюм-Бурчеев
(рис. Н. Ремизова, 1907 год)

Дольше всех правил Глуповым Василиск Бородавкин, за время своей власти подвергший уничтожению 33 деревни, взыскав таким образом недоимок в два рубля с полтиною, а так же Стрелецкую и Навозную слободы.
Прыщ — как и Брудастый, не был обыкновенным человеком, а имел голову, фаршированную трюфелями, в чём был уличён местным предводителем дворянства, который съел голову Прыща.
Последним градоначальником Глупова становится Угрюм-Бурчеев, который перестраивает город и переименовывает его в Непреклонск. Деятельность Угрюм-Бурчеева приводит к тому, что в город приходит «оно»:

«Оно пришло…
В эту торжественную минуту Угрюм-Бурчеев вдруг обернулся всем корпусом к оцепенелой толпе и ясным голосом произнёс:
— Придёт…

Но не успел он договорить, как раздался треск, и бывый прохвост моментально исчез, словно растаял в воздухе. История прекратила течение своё».

## Критика
«История одного города» вызвала массу толкований и негодований, что заставило Салтыкова-Щедрина ответить на статью известного публициста А. Суворина. В своей рецензии «Историческая сатира», появившейся в апрельском номере журнала «Вестник Европы» за 1871 год, Суворин обвинил Салтыкова в глумлении над русским народом и искажении фактов русской истории, не проникая в глубину замысла и суть художественного своеобразия произведения. Иван Тургенев называл книгу замечательной и считал, что в ней отражена «сатирическая история русского общества во второй половине прошлого и начале нынешнего столетия». Автора Тургенев сравнил со Свифтом.

## Анализ

### Политическая сатира
Хотя многие современники восприняли произведение как сатиру на историю Российской империи, в сущности, оно является сатирой на её государственный строй. Сам Щедрин говорил:

«Если бы я действительно писал сатиру на XVIII век, то, конечно, ограничился бы „Сказанием о шести градоначальницах“»
В «исторической сатире» на самом деле присутствует множество злободневных отсылок: например, «интрига» панов Кшепшицюльского и Пшекшицюльского — отсылка к «польской ⁠интриге», на которую проправительственная печать списывала все проблемы государства — появившемуся после польских восстаний пропагандистскому мифу; глава «Голодный город» — отсылка к реальному голоду, случившемуся в 1868 году.

В то время как большая часть произведения является сатирой на самодержавный строй, по мнению В. Свирского и Т. Головиной, последняя глава написана под впечатлением от «нечаевского процесса» и является сатирой на нечаевские идеи казарменного коммунизма, выражающей скепсис автора к революционной демократии и идеям утопического социализма, «в которых свобода и рационализм превращаются в свои противоположности». По мнению Свирского, этот процесс значительно изменил изначальный замысел, а потому Салтыков не ввёл Перехват-Залихватского. В то же время идеи Угрюм-Бурчеева близки реальному российскому законодательству того времени: 
«Строго регламентированный тюремно-казарменный распорядок занятий, исполнение «бесчисленного множества дурацких обязанностей», «телесные упражнения», «коленопреклонения», «шагание под бой барабана» — всё это находим мы в XIV томе «Свода законов».
 
Кроме того, в остальной части произведения есть насмешки над утопическим социализмом:

«Всех войн «за просвещение» было четыре. Одна из них описана выше, из остальных трех первая имела целью разъяснить глуповцам пользу от устройства под домами каменных фундаментов; вторая возникла вследствие отказа обывателей разводить персидскую ромашку, и третья, наконец, имела поводом разнесшийся слух об учреждении в Глупове академии. Вообще видно, что Бородавкин был утопист и что если б он пожил подольше, то наверное кончил бы тем, что или был бы сослан в Сибирь за вольномыслие, или выстроил бы в Глупове фаланстер».

Советские критики, как пишет Лев Оборин, старались не замечать «критику Щедриным социализма и коммунизма», подавая образ Угрюм-Бурчеева как скрытую сатиру на самодержавие.
Несмотря на такую критику, Салтыков всё же не стал противником социалистических идей, в публицистике выступая с поддержкой народников и революционных тенденций, в 1880-е годы издавая журнал «Отечественные записки». Кроме того, сатирически изобразив «нечаевщину» в художественном произведении, он её не осудил в публицистике: во время нечаевского процесса он выпустил подборку осуждающих «нечаевцев» статей из либеральных и проправительственных газет, в комментарии к которой намекнул, что единогласное осуждение «нечаевцев» — следствие отсутствия свободы слова в России, и что «если кто-то выбросился из окна, это ещё не повод запретить людям, жаждущим света, приближаться к окнам».

### Исторические отсылки
Образы глуповских градоначальников во многом основаны на реальных российских исторических деятелях. Так, «Сказание о шести градоначальницах» содержит явные аллюзии на императриц XVIII века Анну Иоанновну, Анну Леопольдовну, Елизавету Петровну и Екатерину II и их приход к власти через дворцовые перевороты. В романе большое количество пародий на других исторических деятелей той эпохи — Павла I, Петра III, Михаила Сперанского, графа Аракчеева и других. Например, Бородавкин стремлением к проведению реформ, направленных на просвещение, напоминает Петра I. В образе Беневоленского  угадывается Сперанский, в Грустилове — Александр I.
В образах Угрюм-Бурчеева и Перехват-Залихватского современники узнавали Аракчеева и Николая I.

### Темы
Можно выделить по меньшей мере три основных темы этого сатирического романа-хроники:
Трагическая тема: гибрис градоначальников и населения, которое считает себя лучше всех неглуповцев, что и обрекает город на трагические катастрофы.
Драматическая тема: невозможность провести реформы как мягко, так и жестко, любые стратегии реформ оказываются в практическом применении карикатурными и отражают только скрытые черты характера градоначальников.
Фарсовая тема: как градоначальники, так и другие герои оказываются полностью зависимы от своих навязчивых идей, ложных убеждений и черт характера, достигших гипертрофированного состояния. Это и позволяет ввести гротескно-фарсовые образы и мотивы, такие как знаменитый Органчик.
Питер Петро писал в 1972 году, что в то время как советская критика рассматривает роман только как сатиру на самодержавие и историю России, у него существуют и более «глубокие» интерпретации. Так, по его мнению, Салтыков атакует «ситуацию», при которой беспомощные и пассивные массы подчиняются «градоначальникам», носителям власти и исключительности; что в своей критике Утопии Угрюм-Бурчеева он предвосхитил антиутопию XX века, в том числе и «Мы» Замятина и «1984» Оруэлла; что он передает свои идеи об истории и той роли, которую играет в ней народ. Оборин считает, что в романе Салтыков изобразил «внеисторические, роковые черты национальной ментальности».

### Художественные особенности
За гротескную сатиру и фантастику Салтыкова часто сравнивают с Николаем Гоголем. Однако Салтыков отличается более мрачным взглядом, что проявляется в нехарактерных для Гоголя грубых, иногда даже эротических (например, градоначальницы в одной из сцен «ели младенцев, а у женщин вырезали груди и тоже ели») сценах насилия, смерти и «репрессий ради репрессий». Кроме того, Вирджиния Ллевеллин Смит отмечает: «В отличие от Гоголя, Салтыков никогда не производит впечатления, будто сам едва ли отделяет фантазию от реальности, и одним из результатов является то, что в его повествовании есть моменты подлинного пафоса».
В «Истории одного города» Салтыков высмеивает и пародирует стиль официальных документов и летописей. Например, сцена, в которой Головотяпы тонут в болоте, комментируется фразой «многие за землю свою поревновали». Он также создает впечатление ненадёжности повествования, переходя от одного стиля к другому: сцены насилия часто написаны в стиле реалистического романа, но затем Салтыков возвращается к «елейным тонам летописца»; суровый реализм сменяется фантастическими сюжетами.

## Иллюстрации
- В 1907 году Николаем Ремизовым, Александром Юнгером, Алексеем Радаковым и Александром Яковлевым был выпущен альбом «Портретная галерея градоначальников» с портретами глуповских градоначальников. Помимо портретов персонажей Щедрина, в альбоме были опубликованы карикатуры на реальных государственных деятелей Российской империи, таких как К. Победоносцев[8].
- В 1935 году иллюстрации к роману выполнил художник Александр Самохвалов для издательства Academia. В 1937 году они были удостоены Гран-при международной выставки в Париже.
- В 1939 году советские художники Кукрыниксы проиллюстрировали «Историю одного города», «Господ Головлёвых», «Сказки» и другие известные произведения Салтыкова. Эти иллюстрации стали одними из наиболее переиздаваемых в СССР.
- В 1956—1957 годах Юрий Ворогушин выполнил серию станковых офортов к роману.
- В 1973—1978 годах Евгений Сидоркин выполнил серию иллюстраций к роману.
- В 1976 году вышло украинское издание (изд. «Днипро», пер. А. Хуторяна) с иллюстрациями Александра Данченко.
- Серию иллюстраций к «Истории одного города» выполнил Александр Котляров. Он же выполнил иллюстрации к «Господам Головлёвым»[9][10].
- В 2010 году издательство «Вита Нова» выпустило иллюстрации Сергея Алимова.

## Адаптации

### Экранизации
- Мультфильм «Органчик», 1933 года.
- Фильм «Оно» Сергея Овчарова.
- Радиоспектакль История одного города (1990). Автор инсценировки и режиссер - Виктор Трухан, автор музыки - Шандор Каллош. Камерный ансамбль “Экспромт”, дирижер - Шандор Каллош. От автора - Юрий Яковлев; Летописец - Георгий Вицин; Фердыщенко - Вячеслав Невинный; Боголепов - Лев Дуров; Аленка - Лариса Гребенщикова; Митька - Александр Вдовкин; Пахомыч - Степан Бубнов; Евсеич - Анатолий Кубацкий; Батюшка - Анатолий Баранцев; 1-й глуповец - Владимир Прохоров; 2-й глуповец - Владимир К%ашпур; 3-й глуповец - Лев Шабарин; Домашка - Елена Миллиоти; Старуха - Галина Демина.
- Мультфильм «История одного города. Органчик», 1991 года.
- Мультфильм Евгения Сивоконя «Хроники одного города» (укр. Хроніки одного міста), 2017, Украина.

### Театральные постановки
- Спектакль «История города Глупова» — режиссёр Егоров, Дмитрий Владимирович. Поставлен в театре: Новосибирский драматический театр «Красный факел». Премьера состоялась 17 декабря 2011 г. в г. Новосибирске[11]
- victor_dmitriev. Фотоотчёт с комментариями с генерального прогона перед премьерой спектакля «История города Глупова» 17 декабря 2011 г. // victor-dmitriev.livejournal.com. Дата обращения: 25 сентября 2022. Архивировано 30 ноября 2012 года.
- Спектакль «История одного города». Режиссёр — Борис Павлович, пьеса — Марии Ботевой. Поставлен в Театре на Спасской (Кировский государственный ТЮЗ). Премьера состоялась 06 июля 2012 г.[12]

### Музыкальные произведения
- Андрей Пащенко — опера «Помпадуры».
- Александр Непомнящий — «История одного города».